# Aleucis distinctata
Aleucis distinctata là một loài bướm đêm trong họ Geometridae.

## Hình ảnh

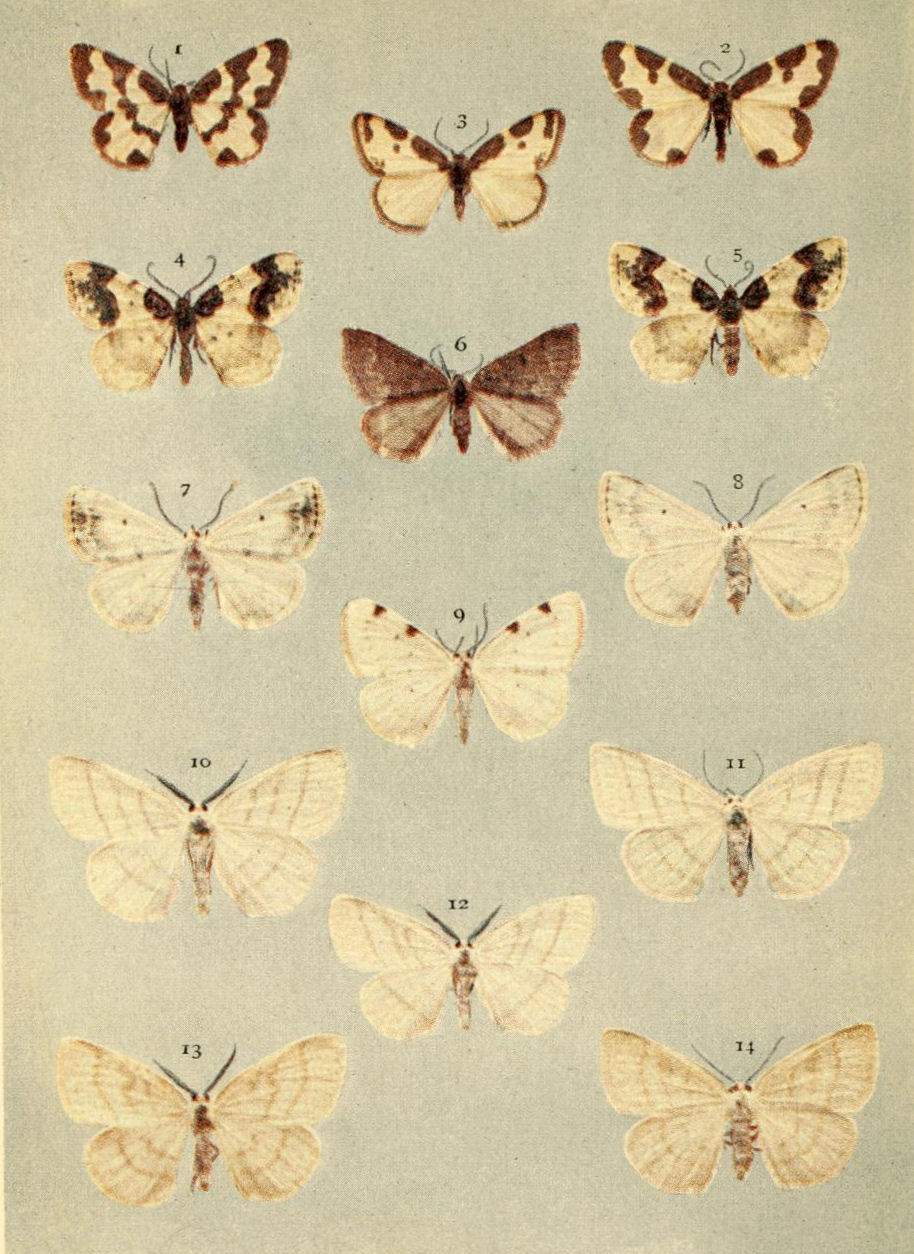